# سیارک ۸۲۰۲
سیارک ۸۲۰۲ (به انگلیسی: 8202 Gooley، نامگذاری:1994CX2) هشت هزار و دویست و دومین سیارک کشف شده‌است که در ۱۱ فوریه ۱۹۹۴ کشف شد.
قدر مطلق سیارک برابر ۱۳٫۰۰ است.